# Cameleon
Cameleon е софтуер за поточно предаване на видеоклипове. Той позволява на потребителите да предават на живо в множество социални мрежи като Facebook или YouTube.
Софтуерът работи със стандартни уебкамери и Wi-Fi камери, поддържа HD качество и до шест устройства едновременно.